# Robison Glacier
Robison Glacier är en glaciär i Antarktis. Den ligger i den centrala delen av kontinenten. Inget land gör anspråk på området. Robison Glacier ligger 1 636 meter över havet.
Terrängen runt Robison Glacier är platt åt nordväst, men åt sydost är den kuperad. Trakten är obefolkad. Det finns inga samhällen i närheten.